# Euctemon
Euctemon (gr. Ευκτήμων ο Αθηναίος) – starogrecki, ateński astronom żyjący w V wieku p.n.e.
Był współczesny innemu ateńskiemu astronomowi, Metonowi, z którym współpracował. O jego samodzielnej pracy nie wiadomo wiele. Wspólnie z Metonem obserwował przesilenia słoneczne.
Jego imieniem został nazwany jeden z kraterów księżycowych.